# منتخب آيسلندا لكأس فيد
منتخب آيسلندا لكأس فيد هو ممثل آيسلندا الرسمي في كرة المضرب في كأس فيد
.